# 山本希望
山本 希望（やまもと のぞみ、1988年8月9日 - ）は、日本の女性声優。ヴィムス所属。青森県三沢市出身。「MCのじょ a.k.a.HOPE」名義で作詞も手掛けている。

## 経歴
家族の影響で幼少時からアニメが好きで、「生まれた時から生活の一部みたいな存在」と語っている。
小学校の頃にテレビアニメ『おジャ魔女どれみ』を見て、声優に憧れていたという。アニメを見ている内に声優にも興味を持つようになり、小学校1年生の時に声優になりたいと漠然と思い、小学校5年生の時に声優になろうと決意する。体力づくりのために中学時代に陸上部に入部。発声練習のために三沢商業高校では放送部に所属し、2006年に行われた第53回NHK杯全国高校放送コンテストアナウンス部門で優良賞を受賞する。その頃、高校に進学したら「演劇をやりたい」と思っていたという。しかし体験入学で放送部を覗いたところ部室の前にスタンドマイクがあったため、「アフレコごっこができる!」と思い、その時点で放送部に決めていたという
大学入学をきっかけに上京し、入学と同時に日本ナレーション演技研究所に入所。1年後ヴィムス所属となる。2011年に発売された、Xbox 360用ゲームソフト『ぎゃる☆がん』のメインキャラクター・兎野葵役で声優デビュー。2011年4月に『聖痕のクェイサーII』でアニメ初出演を果たし、同年10月同時期に始まった『僕は友達が少ない』の楠幸村役と『UN-GO』の海勝梨江役でアニメ初のメインキャラクターを演じた。
2020年9月14日、「MCのじょ」としてラップ動画を投稿するYouTubeチャンネルを開設。
はちみつ美容ソムリエとハニーテイスティングアドバイザーの資格を所持。
2020年1月1日、一般男性と結婚したことを発表した。2023年1月21日、第1子の妊娠を発表。2023年7月8日、自身のSNSにて第一子を無事出産した事を報告した。

## 人物
5人姉弟の長女（妹が3人、弟が1人）で、実家は農家を営んでいる。
『アイドルマスター シンデレラガールズ』シリーズで演じる城ヶ崎莉嘉の姉・城ヶ崎美嘉役の佳村はるかのことを普段から「お姉ちゃん」と呼んでいる。佳村の結婚後は佳村の夫・野田昇吾とも親交を深めている。
ヴィムスに所属してからの2年間は声優としての仕事もオーディションを受ける機会も無く、大学3年の冬頃には卒業後地元に帰るということも考えた時期があった。しかし、当時事務所の先輩であった森久保祥太郎のライブを観に行った際に、その声や歌に加え颯爽とギターを弾きこなす姿に衝撃を受けて以来、歌、ダンス、ギターと様々なレッスンに明け暮れるようになる。その後、2010年に『ぎゃる☆がん』（2011年1月発売）のオーディションを受ける機会を得て、兎野葵役で合格。奇しくも兎野葵はギターを弾くキャラクターであった。
好きな声優・憧れの声優に林原めぐみを挙げており、学生時代は『林原めぐみのHeartful Station』を欠かさず聴いていたという。自身が声優となり、同ラジオ（第1094回）と『林原めぐみのTokyo Boogie Night（第1064回）』にゲスト出演して林原と対面を果たした。
好きなアニメは、『鎧伝サムライトルーパー』、『銀牙 -流れ星 銀-』などの自身より上の世代の作品で、これはアニメファンである母親や伯母の影響を受けている。アメリカン・コミックス、ハリウッド映画、カクテル作り、ラップなどのアメリカの文化も好んでいる。
好きな男性のタイプは、「筋肉質・体毛が豊か・温厚・顔が動物に似ている・ゴリラに勝てる人」を挙げている。タレントでは照英、漫画のキャラクターでは山のフドウ（北斗の拳）、剛田猛男（俺物語!!）、ビスケット・オリバ（グラップラー刃牙シリーズ）、ウルヴァリン・アイアンマンなどのアメコミヒーローを挙げている。
しかし、2016年5月10日配信の『猫ブース鬼パーセント芋!!ハイパースクロール!みらくるあ〜る!』第27回のフリートーク内で一番好きなのはキャプテン・アメリカだということを改めて語った。
好きな食べ物は、寿司、しゃぶしゃぶ、ラーメン、すき焼き、ハンバーグ、焼肉、ステーキ、スープスパゲティで、自他共に認める健啖家である。健康には気をつけており、理想体重をキープするようにしている。
座右の銘は、高校時代の校長から聞いた「努力は運を支配する」。

### ゴリラ好き
ゴリラ好き声優として有名であり、ゴリラを動物としてではなく、異性として魅力を感じている。上京して気持ちが沈んでいた時期に動物園のゴリラを見て、癒されて好きになった。特に好きなゴリラは上野動物園のハオコで、「会いに行けるアイドル」と語る。ゴリラの魅力として、腕の太さ、ワイルドな風貌、背中のラインから尻にかけてのたくましさ、純粋な瞳などを見た目の特徴を挙げているほか、知性やユーモアがある点、ファミリーを大切にする点など内面の魅力も挙げている。2020年にDisney+で映画『ゴリラのアイヴァン』が配信された際には、ゴリラ芸人として知られる原西孝幸（FUJIWARA）とのトーク動画が配信された。なお、「好きな動物」と訊かれた際には犬を挙げる。

## 愛称
愛称の「のぞふぃす」は、『僕は友達が少ない』で共演した井上麻里奈が名付けた。井上がAKB48のファンであり、山本と同名のAKB48元メンバー、川崎希の愛称にちなんで名付けたという。また、「のじょ」「のじょさん」の愛称で呼ばれることも多い。養成所時代からの友人である巽悠衣子、山崎はるかからは「のぞみん」、デビュー作『ぎゃる☆がん』で共演した内田真礼と、その弟の内田雄馬からは「のんちゃん」と呼ばれている。

## 出演
太字はメインキャラクター。

### テレビアニメ
2011年
- 聖痕のクェイサーII（女生徒B）
- UN-GO（海勝梨江）
- 僕は友達が少ない（2011年 - 2013年、楠幸村） - 2シリーズ
- NARUTO -ナルト- 疾風伝（子供）

2012年
- つり球（えり香）
- じょしらく（防波亭手寅）
- ソードアート・オンライン（ヨルコ、アナウンス）
- 超訳百人一首 うた恋い。（女房）
- K（浅間桜）
- となりの怪物くん（女生徒A）
- ガールズ&パンツァー（2012年 - 2013年、ナカジマ〈中嶋悟子〉）

2013年
- ラブライブ!（2013年 - 2014年、フミコ） - 2シリーズ
- みなみけ ただいま（女子生徒）
- 惡の華
- プリティーリズム・レインボーライブ（上善寺アイ、クルン、セシニ、北条コスモ、レポーター）
- 探検ドリランド -1000年の真宝-（獣神女グラシア）
- アラタカンガタリ〜革神語〜（ルカ）
- ゆゆ式（女子生徒）
- とある科学の超電磁砲S（警備ロボ）
- げんしけん 二代目（荻上千佳）
- 幻影ヲ駆ケル太陽（東山夢）
- ふたりはミルキィホームズ（女性レポーター、女の子B）
- 神さまのいない日曜日（ムー）
- Super Seisyun Brothers -超青春姉弟s-（新本チコ）
- 蒼き鋼のアルペジオ -アルス・ノヴァ-（イ402）

2014年
- 最近、妹のようすがちょっとおかしいんだが。（スタート係）
- Wake Up, Girls!（2014年 - 2017年、鈴木萌歌） - 2シリーズ
- 悪魔のリドル（寒河江冬香）
- ジョジョの奇妙な冒険 スターダストクルセイダース（TVの中のキャラクター）
- キャプテン・アース（アイ）
- プリパラ（2014年 - 2017年、北条コスモ、女の子）
- 暁のヨナ（アオ〈プッキュー〉、スウォン〈幼少〉、風の部族）
- 大図書館の羊飼い（御園千莉）
- みならいディーバ（※生アニメ）（春音ウイ）

2015年
- アブソリュート・デュオ（ユリエ＝シグトゥーナ）
- アイドルマスター シンデレラガールズ（城ヶ崎莉嘉） - 2シリーズ
- 空戦魔導士候補生の教官（ミソラ・ホイットテール）
- うたわれるもの 偽りの仮面（2015年 - 2016年、ノスリ）

2016年
- シュヴァルツェスマーケン（アイリスディーナ・ベルンハルト）
- 蒼の彼方のフォーリズム（有坂真白）
- アンジュ・ヴィエルジュ（マユカ・サナギ）
- 境界のRINNE（衣川ハルカ）
- 魔法少女?なりあ☆がーるず（ぶりっ子の魔獣）

2017年
- スクールガールストライカーズ Animation Channel（東雲リョウコ）
- タイムボカン24（マリナ）
- アイドル事変（闇†林檎様）
- アイドルマスター シンデレラガールズ劇場（2017年 - 2019年、城ヶ崎莉嘉） - 4シリーズ
- サクラクエスト（榎木朔美）
- DIVE!!（西川恭子）
- 妹さえいればいい。（羽島千尋、千・ミッドフィールド）
- 血界戦線 & BEYOND（イム・ミヨン）
- ブレンド・S（店員）

2018年
- ゆるキャン△（2018年 - 2024年、各務原静花） - 3シリーズ 
- 千銃士（街の女性）
- 閃乱カグラ SHINOVI MASTER -東京妖魔篇-（羅刹）

2019年
- KING OF PRISM -Shiny Seven Stars-（香賀美大空）
- なんでここに先生が!?（立花千鶴）
- 魔入りました!入間くん（2019年 - 2023年、アヅキ、星野凛、ライム、アスタロト・スモーク、ビオレ、シャックス・シャッキー 他） - 3シリーズ
- アズールレーン（2019年 - 2020年、ホーネット、暁）

2020年
- 理系が恋に落ちたので証明してみた。（女子高生）
- うまよん（ユキノビジン）
- せいぜいがんばれ!魔法少女くるみ（2020年 - 2021年、プリマスプリンググリーン〈五月緑わかば〉 、モブC）
- 『ヒプノシスマイク -Division Rap Battle-』Rhyme Anima（2020年 - 2023年、碧棺合歓） - 2シリーズ

2021年
- ゲキドル（浅葱晃）
- 結城友奈は勇者である ちゅるっと!（古波蔵棗）
- 精霊幻想記（サガ＝カヨコ）
- ぐんまちゃん（2021年 - 2023年、キリュウさん、宇宙キリュウさん、ハニワアナ、ジンジバリス菌、実況ハニワ） - 2シリーズ

2022年
- うたわれるもの 二人の白皇（ノスリ）

2023年
- クレヨンしんちゃん（2023年 - 2024年、バリバリガールズ・クミ）

2025年
- ゴリラの神から加護された令嬢は王立騎士団で可愛がられる（カリッサ、女子生徒）
- わたしが恋人になれるわけないじゃん、ムリムリ!（※ムリじゃなかった!?）（広崎美智留）

### 劇場アニメ
2010年代
- UN-GO episode:0 因果論（2011年、海勝梨江）
- Wake Up, Girls!シリーズ（2014年 - 2015年、鈴木萌歌） - 3作品
- 劇場版 蒼き鋼のアルペジオ -アルス・ノヴァ- DC（2015年、イ402）
- ガールズ&パンツァー 劇場版（2015年、ナカジマ）
- 劇場版プリパラ み〜んなあつまれ!プリズム☆ツアーズ（2015年、北条コスモ）
- ラブライブ!The School Idol Movie（2015年、フミコ）
- KING OF PRISM by PrettyRhythm（2016年、インタビューアー）

2020年代
- 劇場版 ハイスクール・フリート（2020年、山辺あゆみ）
- 映画 ゆるキャン△（2022年、各務原静花）
- ウマ娘 プリティーダービー 新時代の扉（2024年、ユキノビジン）

### OVA
2010年代
- 僕は友達が少ない（2011年 - 2012年、楠幸村） - 小説第7巻特装版、『あどおんでぃすく』
- Holy Knight（2012年、坂本晶）
- げんしけん 二代目の六（2013年、荻上千佳） - コミックス第15巻DVD付き特装版
- じょしらく（2013年、防波亭手寅） - コミックス第5巻OAD付き特装版
- ガールズ&パンツァー これが本当のアンツィオ戦です!（2014年、ナカジマ〈中嶋悟子〉）
- ツブ★ドル（2014年、城山みほ）
- 暁のヨナ（2015年、プッキュー〈アオ〉） - コミックス第19巻オリジナルアニメDVD付限定版
- 這いよれ! ニャル子さんF（2015年、銀アト子）
- 空戦魔導士候補生の教官（2016年、ミソラ・ホイットテール） - 小説第9巻Blu-ray付き限定版
- ブラッククローバー（2016年、アルル）
- ガールズ&パンツァー 最終章（2017年 - 2023年、ナカジマ、オペレーター）
- ウマ娘 プリティーダービー BNWの誓い（2018年、ユキノビジン） - トレーナーズBOX『ウマ箱』第4コーナー収録

2020年代
- アリスインデッドリースクール（2021年、紅島弓矢）
- 弱キャラ友崎くん（2021年、奈央） - BD / DVD第3巻特典

### Webアニメ
- アイドルマスター シンデレラガールズ劇場 火曜シンデレラシアター / Extra Stage（2017年 - 2020年、城ヶ崎莉嘉[51]） - 2シリーズ
- 約束の七夜祭り（2018年、瀬ノ沢志織[73]）
- せいぜいがんばれ!魔法少女くるみ（2018年 - 2019年、プリマスプリンググリーン〈五月緑わかば〉、安土桃山ももひと）
- 猫娘症候群（かとるすしんどろーむ）（2019年、効果音）
- うまゆる（2022年、ユキノビジン[74]）

### ゲーム
2011年
- アイドルをつくろう（黒井リサ）
- ウィローズ（獬廌〈カイチ〉）
- ぎゃる☆がん（兎野葵）

2012年
- アイドルマスター シンデレラガールズ（2012年 - 2024年、城ヶ崎莉嘉） - 12作品
- うたの☆プリンスさまっ♪Debut
- 桜花センゴク! Portable（本多忠勝ちゃん）
- お宝発掘ホリキング（シルク）
- ぎゃる☆がん PS3版（兎野葵）
- 僕は友達が少ない ぽーたぶる（楠幸村）
- 桃色大戦ぱいろん（兎野葵、阿行）
- 恋愛番長2 MidnightLesson!!!（キャサリン）
- 恋戦!!時空戦姫（ベルティ）
- 恋戦!!童話プリンセス（ナビィ）

2013年
- XBLAZE CODE:EMBRYO（エルス＝フォン＝クラーゲン）
- エンジェルマスター（ジャンヌ・ダルク）
- 〜聖魔導物語〜（くぅちゃん）
- 秘書コレクション 〜どきどき♥秘密の社長室〜（SL機関長秘書）
- プリティーリズム・レインボーライブ きらきらマイ☆デザイン（北条コスモ）
- 嫁コレ（防波亭手寅、山本希望、有坂真白）
- わグルま!（フウリ）

2014年
- Wake Up, Girls! ステージの天使（鈴木萌歌）
- ガールズ&パンツァー 戦車道、極めます!（ナカジマ〈中嶋悟子〉）
- グリモア〜私立グリモワール魔法学園〜（神宮寺初音）
- 白猫プロジェクト（ハーティ）
- 新星のグランドユニオン（シャオフェイ、凍闇シャロン）
- スクールガールストライカーズ（東雲リョウコ））
- 相州戦神館學園 八命陣 天之刻（辰宮百合香）
- V.D.-Vanishment Day-（名取千春）
- 流線系エンカウンター 2nd Season（サーラ）
- プリティーリズム（コスモ）

2015年
- アイカツ! My No.1 Stage!（小久保ユカ）
- うたわれるもの 偽りの仮面（ノスリ）
- 音速少女隊 -Photon Angels-（マリー）
- キャプテン・アース Mind Labyrinth（アイ）
- ぎゃる☆がん だぶるぴーす（兎野葵）
- グランブルーファンタジー（2015年 - 2023年、ラスティナ、城ヶ崎莉嘉）
- シュヴァルツェスマーケン 紅血の紋章（アイリスディーナ・ベルンハルト）
- 神撃のバハムート（シンシア）
- 戦国姫譚MURAMASA-雅-（武田信玄）
- 大図書館の羊飼い -Library Party-（御園千莉）
- 神刻の娘（ソルジャー / 早乙女明日香）
- ニトロプラス ブラスターズ -ヒロインズ インフィニット デュエル-（アルシア）
- プリパラ（コスモ）
- プリパラ&プリティーリズム プリパラでつかえるおしゃれアイテム1450!（北条コスモ）
- ゆるかみ!（東根さく&らん、恐山いたこ、喜多方くらの）
- ロード オブ ヴァーミリオン アリーナ（プリム）

2016年
- アイドル事変（闇†林檎様）
- 蒼の彼方のフォーリズム（有坂真白）
- アルテイルクロニクル（オージェ）
- イース VIII -Lacrimosa of DANA-（リコッタ）
- うたわれるもの 二人の白皇（ノスリ）
- クイズRPG 魔法使いと黒猫のウィズ（セリアル・ノト）
- サウザンドメモリーズ（マール）
- Sid Story（キャロット、ティロット、チェリン）
- Shadowverse（シンシア、森隠れの獣人、サーペントチャーマー）
- シュヴァルツェスマーケン 殉教者たち（アイリスディーナ・ベルンハルト）
- 戦国アスカZERO（細川ガラシャ、朝倉義景）
- チェインクロニクル（ノスリ）
- 果つることなき未来ヨリ（メルティナ）
- ファンタジーウォータクティクス（シオネ）
- ファントム オブ キル（ヴァナルガンド）
- 編隊少女 -フォーメーションガールズ-（キャンディー・クロッカス）
- ロボットガールズZ ONLINE（プテちゃん〈ダイノゲッター1〉）

2017年
- アズールレーン（2017年 - 2022年、ウィチタ、ホーネット / ホーネットII、暁） - 2作品
- エンドライド -X fragments-（ラッテ）
- アンジュ・ヴィエルジュ ～ガールズバトル～（マユカ・サナギ）
- グラフィティスマッシュ（2016年 - 2019年、シャルル、ロルン）
- スーパーロボット大戦V（ナイン / システム99）
- スクールガールストライカーズ 〜トゥインクルメロディーズ〜（東雲リョウコ）
- 双星の陰陽師（生野蘭）
- デスティニーチャイルド（イナンナ）
- プリンセス・プリンシパル GAME OF MISSON（如月）
- ブレイブソード×ブレイズソウル（秘剣マカブイン、血剣マカブイン×ソウ、戦斧マルス、サイネリア、ハイペリオン）
- 結城友奈は勇者である 花結いのきらめき（2017年 - 2022年、古波蔵棗）
- ららマジ（藤巻雪菜）
- R.E.D 〜RAGE EXTINGUISH DAY〜（邪刀）
- ワガママハイスペック（佐藤虎太郎）

2018年
- プリパラ オールアイドルパーフェクトステージ!（北条コスモ）
- うたわれるもの斬（2018年 - 2021年、ノスリ） - 2作品
- アストメモリア-Ast Memoria-（エヴァ・モンテレッラ）
- ガールズ&パンツァー ドリームタンクマッチ（ナカジマ）
- キングスレイド（カラ）
- 聖剣伝説2 SECRET of MANA（プリム）
- 装甲娘（ムラセ レナ / クイーン、タキザワ シズキ / 月光丸 、シラキ ノンコ / プロトゼノン）
- 蒼青のミラージュ（デモイン）
- ドールズフロントライン（EVO3、AR70、G28）
- バレットガールズ ファンタジア（メリーナ・イーリス）
- 百姫退魔 -放課後少女-（卑弥呼）
- ファイトリーグ（瀬ノ沢志織）
- ミストクロニクル（シフォン）

2019年
- うたわれるもの ロストフラグ（ノスリ、ゴコウ）
- スーパーロボット大戦T（ナイン）
- ハイスクール・フリート 艦隊バトルでピンチ!（山辺あゆみ）
- 蒼き鋼のアルペジオ -アルス・ノヴァ- Re:Birth（イ402）
- オメガラビリンス ライフ（水瀬樹里）
- 東京コンセプション（すねこすりなのか）
- 東京放課後サモナーズ（アスタロト&アスタルテ、ヘカテー）
- ワールドフリッパー（キーラ、マリアンネ、アウレオ）
- 逆転オセロニア（エントマリー）

2020年
- 装甲娘 ミゼレムクライシス（クイーン、月光丸、プロトゼノン）
- アッシュアームズ -灰燼戦線-（アイリスディーナ・ベルンハルト）
- ドカポンUP! 夢幻のルーレット（ノスリ）
- ファンタジア・リビルド（ミソラ・ホイットテール）
- Epic Seven -エピックセブン-（カワナ）
- ラストオリジン（エキドナ）
- ラストクラウディア（プリム）

2021年
- アイドルマスター ポップリンクス（城ヶ崎莉嘉）
- ぎゃる☆がん りたーんず（兎野葵）
- 魔王の時間（ロッカ・サインスター）
- けものフレンズ3（火の鳥）
- ウマ娘 プリティーダービー（2021年 - 2024年、ユキノビジン）
- WAR OF THE VISIONS ファイナルファンタジー ブレイブエクスヴィアス 幻影戦争（エルシュラ）
- メギド72（2021年 - 2023年、ネビロス）
- ブラック・サージナイト（シグニット）
- ブラスターマスター ゼロ トリロジー メタファイトクロニクル（ジェニファー、ソフィア-IIIシステムボイス）
- LOST JUDGMENT 裁かれざる記憶（葉加瀬響子） - DLC追加キャラクター
- 英雄伝説 黎の軌跡（ヴィオーラ）
- アーテリーギア-機動戦姫-（トニー、ウィニー）
- キャプテン翼ZERO 〜決めろミラクルシュート〜（加我海）
- 白夜極光（ローラ）

2022年
- Dusk Diver 2 崑崙靈動（ベティ、メイ）
- 崩壊3rd（パルドフェリス）
- 聖剣伝説 ECHOES of MANA（プリム）
- DNF DUEL（くノ一）
- ノーモア★ヒーローズ3（Dr.ジュブナイル、キミー・ラブ）
- 義賊探偵ノスリ（ノスリ）
- チェイスチェイスジョーカーズ（不死ミヨミ）
- MARVEL SNAP（ローグ）
- カウンターサイド（レイチェル・ドッズ）
- 信長の野望 覇道（帰蝶）
- クローバーシアター（ヒスイ）

2023年
- リバース:1999（レグルス）
- アイドルランドプリパラ（北条コスモ）
- 廃深2（姫宮雅）
- アンジュ・リリンク（マユカ・サナギ）
- World Ⅱ World（ビエルミール、瑠璃）

2024年
- カルドアンシェル（アネット・バスティ、魔導士ウインシルフ / 賢者ウインシルフ、兎野葵）

### ドラマCD
- アイドルマスター シンデレラガールズ（城ヶ崎莉嘉）
  - コミックアンソロジー passion VOL.2 付属 パッションなドラマCD
  - テレビアニメ BD / DVD 第2・4・6巻特典CD[154][155][156]
- 暁のヨナ（アオ、アヤメ）
- アンジュ・ヴィエルジュ Drama&Songs「繋がる絆」（マユカ・サナギ[157]）
- 妹さえいればいい。（羽島千尋[158]）
- うたの☆プリンスさまっ♪ Debut ユニットドラマCD
  - 藍&那月&翔（カフェの店員）
  - 蘭丸＆真斗＆レン（猿）
- O*G*A 鬼ごっこロワイアル ドラマCD STEP.2 〜きらめきの季節〜
- お前のご奉仕はその程度か?
- おまえをオタクにしてやるから、俺をリア充にしてくれ!（恋ヶ崎桃[159]）
- 「ガールズ&パンツァー」ドラマCD2 もうすぐアンツィオ戦です!（ナカジマ）
- 「ガールズ&パンツァー最終章」ドラマCD1 テスト勉強です!（アマレット）
- 「ガールズ&パンツァー最終章」ドラマCD2 学園祭です!?（ナカジマ、アマレット）
- 「ガールズ&パンツァー最終章」ドラマCD3 練習試合です!（ナカジマ）
- 「ガールズ&パンツァー最終章」ドラマCD4 おやつの時間はまだかしら♪（アマレット）
- 今日から俺はロリのヒモ!（園原麻耶[160]）
- 金の彼女 銀の彼女（泉の女神[161]）
- 空戦魔導士候補生の教官 （ミソラ・ホイットテール[162]）
- 恋と呼ぶには気持ち悪い（天草理緒）※コミックス第4巻特装版に同梱
- しゅらばら!（女生徒1）
- スクールガールストライカーズ 〜トゥインクルメロディーズ〜 Melody Collection ボイスドラマ（東雲リョウコ）
- 聖剣と魔竜の世界（ラスタバン＝エルタニア[163]）
- ちょっとかわいいアイアンメイデン（武藤結月[164]）
- ツブ★ドル ドラマCD 〜紹介します?舞台裏!〜（新磯じゅんこ[165]）
- ひだまりが聴こえる（桜上マヤ）
- ひだまりが聴こえる-幸福論-（桜上マヤ）
- ヒプノシスマイク（碧棺合歓）
  - 「MAD TRIGGER CREW -Before The 2nd D.R.B-」
  - Official Guide Book 初回限定版特典CD
  - 「2nd D.R.B Bad Ass Temple vs 麻天狼」
  - 「2nd D.R.B Fling Posse VS MAD TRIGGER CREW」

- 僕は友達が少ない（楠幸村）※小説第6巻特装版に同梱
- モーテ -水葬の少女-（ジョエル[166]）

### 吹き替え
映画
- インベージョン! 最強ヒーロー外伝（アマヤ・ジウィ / ビクセン〈メイジー・リチャードソン＝セラーズ〉）
- クライシス・オン・アースX 最強ヒーロー外伝（アマヤ・ジウィ / ビクセン〈メイジー・リチャードソン＝セラーズ〉）
- 恋するシェフの最強レシピ（グー・ションナン〈チョウ・ドンユイ〉）
- フローズン・ブレイク（カーチャ〈イリーナ・アントネンコ〉）

ドラマ
- THE FLASH/フラッシュ シーズン2 #19（ジョアンナ）
- レジェンド・オブ・トゥモロー（アマヤ・ジウィ / ビクセン〈メイジー・リチャードソン＝セラーズ〉）
- キャンプ・キキワカ シーズン3 #12（オーティス）

### デジタルコミック
- オレ達!マンサイダー6（アイ）
- バッファロー5人娘（キャンディ[167]）
- VOMIC 暗殺教室（潮田渚[168]）
- PとJK （本谷歌子[169]）

### 舞台
- 『ヒプノシスマイク-Division Rap Battle-』Rule the Stage -track.4-（2021年2月5日 - 3月7日、東京ドームシティホール 他） - 碧棺合歓 役 ※声の出演
- バーチャル舞台劇『御伽噺（染）ver1.25_Alternative Feat. KAMITSUBAKI PHILHARMONIC ORCHESTRA』（2025年1月5日・2月6日、門真市民文化会館 ルミエールホール 他） - 入江音子 役[170]

### ラジオ
※はインターネット配信。
- bayfm2010サマーキャンペーン（レポーター）
- はみらじ!!（2012年 - 2015年、超!A&G+※）[171]
- 【ガールズ落語ラジオ】 じょしらじ（2012年、音泉※）[172]
- 週刊アニたまがじん（2012年、ラジオ関西）[173][174]
- デレラジ（2012年、HiBiKi Radio Station※・ニコニコ生放送※）[175]
- ばんちゃ!見ホーダイ!（2012年 - 2017年、音泉※）[176]
- 僕は友達が少ない on AIR RADIO〜山本希望の私はトークが苦手じゃないっ!〜（2013年、音泉※・HiBiKi Radio Station※）[177]
- 2.5次元らじお（2013年、2.5次元てれびWebサイト内※）[178]
- まよなかデリバリー（2013年 - 2015年、ラジオ関西）[179]
- おしゃべりやってま〜す・B!（2013年 - 2014年、K'z Station※）
- アブソリュート・ラジオ 〜昊陵学園放送部〜（2014年 - 2015年、音泉※）
- デレラジA（2015年、HiBiKi Radio Station※・ニコニコ生放送※）
- のぞみとかなの××しようよ☆（2015年 - 2017年、HOBiRECORDS※・ニコニコ動画メディアファクトリーチャンネル※）[180]
- ラジオ シュヴァルツェスマーケン（2015年 - 2016年、文化放送）[181]
- 猫ブース鬼パーセント芋!!ハイパースクロール!みらくるあ〜る!（2015年 - 2016年、ニコニコチャンネル※）
- ゆのみのYou kNow Me!!!（2015年 - 2017年、超!A&G+※）
- 蒼の彼方のフォーリズム 邪神ちゃんねる（2015年 - 2016年、音泉※）[182]
- もたせろ!ワンクール!モーターダッシュ!!（2016年 - 2017年、ニコニコ動画もたせろ!ワンクールチャンネル※）
- デレラジ☆（2016年 - 、HiBiKi Radio Station※、ニコニコ生放送※）
- 超速電波ヴァルキリータ→ン（2017年 - 2020年、超A&G+※）[183]
- 山本希望の飯テロRADIO!!（2017年、マンガPark※）
- アニメージュ創刊40周年記念番組「MEMORIES〜メモリーズ〜」（2018年 - 2019年、アニメージュ創刊40周年記念番組「MEMORIES〜メモリーズ〜」Webサイト内※）
- のぞみとかなとめえむのXXしようよ☆おかわり!!（2018年 - 、のぞみとかなとめえむのXXしようよ☆おかわり!!Webサイト内※）
- 山本希望・田中貴子のKING'S RAID"IO"!（2018年 - 2019年、文化放送）
- 勝手に！青森侵略計画（2021年、FMアップルウェーブ・FMごしょがわら・FMらら・YouTube※）
- 三上枝織と山本希望の かだれ！あずまし列島（2022年、FMアップルウェーブ・FMごしょがわら・FMらら・YouTube※）

### ラジオCD
- DJCD 【ガールズ落語ラジオ】 じょしらじ 其之壱
- ラジオCD 【ガールズ落語ラジオ】 じょしらじ 其之壱 - 弐
- ラジオCD 僕は友達が少ない on AIR RADIO vol.2 - 4
- DJCD まよなかデリバリー CD第1便 - 第3便
- DJCD 佐倉綾音 Ayane*LDK Vol.2 ※ゲスト
- ラジオCD アブソリュート・ラジオ 〜昊陵学園放送部〜 Vol.1 - 2
- DJCD 蒼の彼方のフォーリズム 邪神ちゃんねる
- ラジオCD 蒼の彼方のフォーリズム 邪神ちゃんねる vol.1

### テレビ番組
※はインターネット配信。
- ぎゃる☆がんTV（2010年11月16日 - 2011年1月18日、ぎゃる☆がん公式サイト内※[184]）
- 女子落語協会一門の女子トーーーク!（2012年7月6日 - 9月28日、ニコニコ生放送※）
- GirlsNews〜声優（2013年4月1日 - 2014年3月1日、PigooHD）[185]
- 「げんしけん二代目」サークル室雑談会（2013年7月6日 - 9月28日、ニコニコ生放送※、バンダイチャンネル）
- 飯テロtv（2014年10月23日 - 12月18日、ニコニコ生放送※）
- アブソリュート・パーティー〜昊陵学園生放送〜（2014年12月12日 - 2015年4月3日、ニコニコ生放送※）
- のぞみとあやかのMog2Kitchen（2016年5月15日 - 、ニコニコ生放送※[186]）[187]
- ゆうきのぞみのV.O.D.モンスター（2019年2月16日 - 3月30日、ニコニコ動画・YouTube※）

### 映像商品
- はみらじ!! DVD VOL.1 - 4（2012年 - 2015年）
- 2.5次元らじお 仲良し三人組が不思議の部屋に迷い込んだら…（2013年）[188]
- ラジオ アイドルマスター シンデレラガールズ『デレラジ』DVD VOL.2・4・7・8・10（2013年 - 2017年）
- Animelo Summer Live 2013 -FLAG NINE-8.23（2014年）
- 声優育成バラエティ下野ゼミナール（2014年）[189]
- 山本希望ののぞふぃすTV（2014年）[190]
- THE IDOLM@STER M@STERS OF IDOL WORLD!!2014 Day2（2014年）[191]
- THE IDOLM@STER CINDERELLA GIRLS 1stLIVE WONDERFUL M@GIC!!（2014年）[192]
- Wake Up, Girls！ 1st LIVE TOUR 素人臭くてごめんね！／Wake Up, Girls！ Festa.2014 Winter Wake Up, Girls！ VS I-1club（2015年）
- THE IDOLM@STER CINDERELLA GIRLS 2ndLIVE PARTY M@GIC!!（2015年）[193]
- Animelo Summer Live 2015 -THE GATE- 8.29（2016年）
- THE IDOLM@STER M@STERS OF IDOL WORLD!!2015 Live Blu-ray Day2（2016年）[194]
- THE IDOLM@STER CINDERELLA GIRLS 3rdLIVE シンデレラの舞踏会 -Power of Smile- Blu-ray（2016年）[195]
- MARINE COLLECTION LIVE 2016 TWINKLING+ STAR MUSIC VIDEO（2016年）
- ガールズ&パンツァー 第2次ハートフル・タンク・ディスク（2017年）
- THE IDOLM@STER CINDERELLA GIRLS 4thLIVE TriCastle Story（2017年）
- プリパラ クリスマス☆ドリームライブ2016（2017年）
- THE IDOLM@STER CINDERELLA GIRLS 5thLIVE TOUR Serendipity Parade!!! @FUKUOKA（2018年）
- THE IDOLM@STER CINDERELLA GIRLS 5thLIVE TOUR Serendipity Parade!!! @SAITAMA SUPER ARENA（2018年）
- アイドルタイムプリパラ Winter Live 2017（2018年）
- THE IDOLM@STER CINDERELLA GIRLS SS3A Live Sound Booth♪（2019年）
- THE IDOLM@STER CINDERELLA GIRLS 6thLIVE MERRY-GO-ROUNDOME!!! @METLIFE DOME（2019年）
- THE IDOLM@STER CINDERELLA GIRLS 7thLIVE TOUR Special 3chord♪ Comical Pops! @MAKUHARI MESSE（2020年）

- THE IDOLM@STER CINDERELLA GIRLS 7thLIVE TOUR Special 3chord♪ Funky Dancing! @NAGOYA DOME（2020年）

- プリパラ&キラッとプリ☆チャン Winter Live 2019（2020年）
- THE IDOLM@STER CINDERELLA GIRLS Live Broadcast 24magic 〜シンデレラたちの24時間生放送！〜（2021年）
- ヒプノシスマイク-Division Rap Battle- 6th LIVE ≪2nd D.R.B≫ 1st Battle・　2nd Battle・3rd Battle（2021年）
- ヒプノシスマイク-Division Rap Battle- 7th LIVE ≪SUMMIT OF DIVISIONS≫（2021年）

### ASMR
- 癒しの隠れ処 夢兎 -心兎-（2020年、心兎）
- 学校で過ごしたあの子たちとの日常（2021年、のぞみ）
- 魔女っ娘と過ごすいちゃいちゃ異世界生活（2021年、魔女娘コレット）

### その他コンテンツ
- AT-Xウチの夏フェス2012 フレッシュ夏フェス隊
- 富山県高岡市観光大使 あみたん娘（あみたん、カノン）
- NY Gorilla Tシャツ（リバティーンエイジとのコラボレーション企画Tシャツ[196]）
- NY Represent パーカー（リバティーンエイジとの第2弾コラボレーション企画パーカー[197]）
- PERFECT NOISE Tシャツ（リバティーンエイジとの第3弾コラボレーション企画Tシャツ）
- PERFECT NOISE プルオーバーパーカー（リバティーンエイジとの第3弾コラボレーション企画パーカー）
- PERFECT N HEADS メッシュキャップ（リバティーンエイジとの第4弾コラボレーション企画キャップ）
- PERFECT N HEADS 半袖プルオーバーパーカー（リバティーンエイジとの第4弾コラボレーション企画パーカー）
- リバティーンエイジとの第5弾コラボレーション企画（トレーナー・キャップ・長袖Tシャツ）
- LINEスタンプ『アイドルマスター シンデレラガールズ２』（2015年、城ヶ崎莉嘉）
- あにそんボーカル[198]
- しゃべってキャラ（アプリ、伊達マサムネ）
- GMOクリック証券 FX VR Tradeナビゲーションキャラクター（渋谷櫻子）
- 超速戦姫ヴァルキリータ→ン（小松川明日風）
- flowstarコラボアイテム「Preciousネックレス」
- ルートデザイン 社内ナレーション
- 三幸製菓アニメCM「Breakthrough! 踏み出せ。」第2弾（小張りんこ）

## ディスコグラフィ

### キャラクターソング
| 発売日               | 商品名                                                                                               | 歌 | 楽曲 | 備考                                                                      |
| -------------------- | --- | --- | --- | ------------------------------------------------------------------------- |
| 2011年1月27日        | ぎゃる☆がん ドキドキサウンド 全部入り！                                                              | ZQN☆ | 「ときめき☆メリーゴーランド」 | ゲーム『ぎゃる☆がん』主題歌                                               |
| 2011年1月27日        | ぎゃる☆がん ドキドキサウンド 全部入り！                                                              | 兎野葵（山本希望） | 「LOVE HEARTS」 | ゲーム『ぎゃる☆がん』主題歌                                               |
| 2011年10月26日       | 残念系隣人部★★☆（星ふたつ半）                                                                        | 友達つくり隊 | 「残念系隣人部★★☆」 | テレビアニメ『僕は友達が少ない』オープニングテーマ                        |
| 2012年3月8日         | ぎゃる☆がん ドキドキサウンド 全部入り！ 補完盤                                                       | ZQN☆ | 「イルミネーションラブ」 | ゲーム『ぎゃる☆がん』主題歌                                               |
| 2012年4月18日        | THE IDOLM@STER CINDERELLA MASTER 005 城ヶ崎莉嘉                                                      | 城ヶ崎莉嘉（山本希望） | 「DOKIDOKIリズム」 | ゲーム『アイドルマスター シンデレラガールズ』関連曲                       |
| 2012年8月15日        | お後がよろしくって…よ！                                                                              | 極♨落女会 | 「お後がよろしくって…よ！」 | テレビアニメ『じょしらく』オープニングテーマ                              |
| 2012年8月15日        | お後がよろしくって…よ！                                                                              | 極♨落女会 | 「れんあいこわい」 | テレビアニメ『じょしらく』関連曲                                          |
| 2012年10月24日       | じょしらく 巻ノ弐 Blu-ray&DVD 特典CD                                                                 | 防波亭手寅（山本希望） | 「なみふせぎ講釈」 | テレビアニメ『じょしらく』関連曲                                          |
| 2013年2月6日         | Be My Friend                                                                                         | 隣人部 | 「Be My Friend 」 | テレビアニメ『僕は友達が少ないNEXT』オープニングテーマ                    |
| 2013年2月6日         | 僕らの翼                                                                                             | 隣人部 | 「僕らの翼」 | テレビアニメ『僕は友達が少ないNEXT』エンディングテーマ                    |
| 2013年4月10日        | THE IDOLM@STER CINDERELLA M@STER「お願い！シンデレラ」                                               | THE IDOLM@STER CINDERELLA GIRLS | 「お願い！シンデレラ（M@STER VERSION）」 | ゲーム『アイドルマスター シンデレラガールズ』テーマソング                 |
| 2013年4月10日        | THE IDOLM@STER CINDERELLA M@STER「お願い！シンデレラ」                                               | CINDERELLA GIRLS for Passion! | 「お願い！シンデレラ」 | ゲーム『アイドルマスター シンデレラガールズ』テーマソング                 |
| 2013年8月7日         | アオくユレている                                                                                     | 荻上千佳（山本希望）、吉武莉華（上坂すみれ）、矢島美怜（内山夕実）、波戸賢二郎（加隈亜衣） | 「アオくユレている」 「ハレルヤ ハレルヒ」 | テレビアニメ『げんしけん二代目』エンディングテーマ                        |
| 2013年10月2日        | THE IDOLM@STER CINDERELLA MASTER passion jewelries! 001                                              | 本田未央（原紗友里）、諸星きらり（松嵜麗）、赤城みりあ（黒沢ともよ）、城ヶ崎美嘉（佳村はるか）、城ヶ崎莉嘉（山本希望） | 「Orange Sapphire」 「ススメ☆オトメ 〜jewel parade〜」 | ゲーム『アイドルマスターシンデレラガールズ』関連曲                        |
| 2013年10月2日        | THE IDOLM@STER CINDERELLA MASTER passion jewelries! 001                                              | 城ヶ崎莉嘉（山本希望） | 「LOVE & JOY」 | ゲーム『アイドルマスターシンデレラガールズ』関連曲                        |
| 2013年10月9日        | げんしけん二代目 MEBAETAME Music Collection vol.1                                                    | 荻上千佳（山本希望）、スザンナ・ホプキンス（大空直美） | 「トレージャー・ハンターV」 | テレビアニメ『げんしけん二代目』関連曲                                    |
| 2013年10月9日        | げんしけん二代目 MEBAETAME Music Collection vol.1                                                    | 荻上千佳（山本希望） | 「アオくユレている」 | テレビアニメ『げんしけん二代目』関連曲                                    |
| 2014年3月26日        | リトル・チャレンジャー                                                                               | I-1club | 「シャツとブラウス」 | 劇場アニメ『Wake Up, Girls! 七人のアイドル』挿入歌                        |
| 2014年4月5日         | THE IDOLM@STER CINDERELLA GIRLS 1st LIVE WONDERFUL M@GIC!! "お願い！シンデレラ" ソロ・リミックス     | 城ヶ崎莉嘉（山本希望） | 「お願い！シンデレラ（M@STER VERSION）」 | ゲーム『アイドルマスター シンデレラガールズ』関連曲                       |
| 2014年4月23日        | 極上スマイル                                                                                         | I-1club | 「極上スマイル」 「ジェラ」 | テレビアニメ『Wake Up, Girls!』挿入歌                                     |
| 2014年6月6日         | 蒼き鋼のアルペジオ -アルス・ノヴァ- BD・DVD第6巻特典CD                                               | イ400（日高里菜）、イ402（山本希望） | 「inapplicability」 | テレビアニメ『蒼き鋼のアルペジオ -アルス・ノヴァ-』関連曲                 |
| 2014年8月20日        | EXIT TUNES PRESENTS 半熟少女                                                                         | 花岡瑠菜（山本希望） | 「天ノ弱」 | ドラマCD『半熟少女』関連曲                                                |
| 2014年8月20日        | EXIT TUNES PRESENTS 半熟少女                                                                         | 深山紗巴（洲崎綾）、花岡瑠菜（山本希望） | 「いーあるふぁんくらぶ」 | ドラマCD『半熟少女』関連曲                                                |
| 2014年9月17日        | 生放送アニメ「みならいディーバ（※生アニメ）」オープニングテーマ「Run Diva Run」                      | みならいディーバ | 「Run Diva Run」 | アニメ『みならいディーバ（※生アニメ）』オープニングテーマ                 |
| 2014年9月17日        | 生放送アニメ「みならいディーバ（※生アニメ）」オープニングテーマ「Run Diva Run」                      | みならいディーバ | 「Encore」 | アニメ『みならいディーバ（※生アニメ）』エンディングテーマ                 |
| 2014年10月24日       | キャプテン・アースBD・DVD第4巻特典CD                                                                 | アイ（山本希望） | 「あいすくりーむ♡ラブ」 | テレビアニメ『キャプテン・アース』挿入歌                                  |
| 2014年12月17日       | ユナイトライト                                                                                       | L.I.N.K.s | 「ユナイトライト」 | ゲーム『アンジュ・ヴィエルジュ 〜第２風紀委員ガールズバトル〜』主題歌     |
| 2015年1月21日        | THE IDOLM@STER CINDERELLA GIRLS ANIMATION PROJECT 00 ST@RTER BEST                                    | 城ヶ崎莉嘉（山本希望） | 「DOKIDOKIリズム」 | テレビアニメ『アイドルマスター シンデレラガールズ』関連曲                 |
| 2015年1月21日        | THE IDOLM@STER CINDERELLA GIRLS ANIMATION PROJECT 00 ST@RTER BEST                                    | CINDERELLA PROJECT | 「ススメ☆オトメ 〜jewel parade〜」 | テレビアニメ『アイドルマスター シンデレラガールズ』関連曲                 |
| 2015年2月4日         | EXIT TUNES PRESENTS 半熟少女2                                                                        | 花岡瑠菜（山本希望） | 「放課後ストライド」 | ドラマCD『半熟少女』関連曲                                                |
| 2015年2月18日        | Believe×Believe／アップルティーの味／2/2                                                             | ユリエ＝シグトゥーナ（山本希望） | 「Believe×Believe」 | テレビアニメ『アブソリュート・デュオ』エンディングテーマ                  |
| 2015年2月18日        | Believe×Believe／アップルティーの味／2/2                                                             | ユリエ＝シグトゥーナ（山本希望）、リーリス＝ブリストル（山崎はるか） | 「アップルティーの味」 | テレビアニメ『アブソリュート・デュオ』エンディングテーマ                  |
| 2015年2月18日        | THE IDOLM@STER CINDERELLA GIRLS ANIMATION PROJECT 01 Star!!                                          | CINDERELLA PROJECT | 「Star!!」 | テレビアニメ『アイドルマスター シンデレラガールズ』オープニングテーマ     |
| 2015年3月18日        | プリパラ アイドルソング♪コレクションbySoLaMi♡SMILE&北条コスモ&ファルル                               | 北条コスモ（山本希望） | 「君100%人生」 | テレビアニメ『プリパラ』挿入歌                                            |
| 2015年4月8日         | THE IDOLM@STER CINDERELLA GIRLS ANIMATION PROJECT 05 LET'S GO HAPPY!!                                | 凸レーション | 「LET'S GO HAPPY!!」 | テレビアニメ『アイドルマスター シンデレラガールズ』エンディングテーマ     |
| 2015年4月8日         | THE IDOLM@STER CINDERELLA GIRLS ANIMATION PROJECT 05 LET'S GO HAPPY!!                                | 凸レーション | 「夕映えプレゼント」 | テレビアニメ『アイドルマスター シンデレラガールズ』関連曲                 |
| 2015年4月8日         | アブソリュート・デュオ BD・DVD第1巻特典CD                                                            | ユリエ＝シグトゥーナ（山本希望） | 「ひかり」 | テレビアニメ『アブソリュート・デュオ』関連曲                              |
| 2015年4月15日        | ツブ★ドル ドラマCD 〜紹介します？舞台裏！〜 主題歌もできたし全国デビューしちゃうよ盤                 | ツブ★ドル | 「ツブ★ドル」 | OVA『ツブ★ドル』主題歌                                                    |
| 2015年4月15日        | ツブ★ドル ドラマCD 〜紹介します？舞台裏！〜 ゲーマーズ限定特典CD                                     | 北里まひろ（内田真礼）、新磯じゅんこ（山本希望）、寸沢嵐ちさと（三上枝織）、桜台ひなの（初原千絵）、小倉ひかり（一ノ宮しずか） | 「ツブ★ドル」 | OVA『ツブ★ドル』関連曲                                                    |
| 2015年5月13日        | THE IDOLM@STER CINDERELLA GIRLS ANIMATION PROJECT 08 GOIN'!!!                                        | CINDERELLA PROJECT | 「GOIN'!!!」 | テレビアニメ『アイドルマスター シンデレラガールズ』挿入歌                 |
| 「夕映えプレゼント」 | テレビアニメ『アイドルマスター シンデレラガールズ』エンディングテーマ                                | CINDERELLA PROJECT | |                                                                           |
| 2015年7月17日        | THE IDOLM@STER M@STERS OF IDOL WORLD!!2015 Nation Sapphire アンドロイド                              | 城ヶ崎莉嘉（山本希望） | 「Orange Sapphire」 | ゲーム『アイドルマスター シンデレラガールズ』関連曲                       |
| 2015年8月5日         | THE IDOLM@STER CINDERELLA GIRLS ANIMATION PROJECT 2nd season 01 Shine!!                              | CINDERELLA PROJECT | 「Shine!!」 | テレビアニメ『アイドルマスター シンデレラガールズ』オープニングテーマ     |
| 2015年8月5日         | アブソリュート・デュオ BD・DVD第5巻特典CD                                                            | ユリエ＝シグトゥーナ（山本希望）、リーリス＝ブリストル（山崎はるか）、穂高みやび（今村彩夏）、橘巴（諏訪彩花） | 「ハートプラクティス」 | テレビアニメ『アブソリュート・デュオ』関連曲                              |
| 2015年8月21日        | アンジュ・ヴィエルジュ Drama&Songs「繋がる絆」                                                       | マユカ・サナギ（山本希望） | 「碧の絆」 | ゲーム『アンジュ・ヴィエルジュ 〜第２風紀委員ガールズバトル〜』関連曲     |
| 2015年9月2日         | アブソリュート・デュオ BD・DVD第6巻特典CD                                                            | ユリエ＝シグトゥーナ（山本希望）、リーリス＝ブリストル（山崎はるか）、穂高みやび（今村彩夏）、橘巴（諏訪彩花） | 「Afternoon flavor」 | テレビアニメ『アブソリュート・デュオ』関連曲                              |
| 2015年9月23日        | THE IDOLM@STER CINDERELLA GIRLS ANIMATION PROJECT 2nd Season 02                                      | 凸レーション with 城ヶ崎美嘉（佳村はるか） | 「私色ギフト」 | テレビアニメ『アイドルマスター シンデレラガールズ』エンディングテーマ     |
| 2015年9月23日        | THE IDOLM@STER CINDERELLA GIRLS ANIMATION PROJECT 2nd Season 02                                      | 凸レーション | 「夢色ハーモニー」 | テレビアニメ『アイドルマスター シンデレラガールズ』関連曲                 |
| 2015年9月25日        | 空戦魔導士候補生の教官 BD・DVD第1巻特典CD                                                            | ミソラ（山本希望） | 「ハチャメチャGrowing!!」 | テレビアニメ『空戦魔導士候補生の教官』関連曲                              |
| 2015年11月11日       | 運命の女神                                                                                           | I-1club Team M | 「運命の女神」 「リトルチャレンジャー 2015」 | 劇場アニメ『Wake Up, Girls! 青春の影』関連曲                              |
| 2015年11月25日       | THE IDOLM@STER CINDERELLA GIRLS ANIMATION PROJECT 2nd Season 07                                      | CINDERELLA PROJECT | 「M@GIC☆」 | テレビアニメ『アイドルマスター シンデレラガールズ』挿入歌                 |
| 2015年11月25日       | THE IDOLM@STER CINDERELLA GIRLS ANIMATION PROJECT 2nd Season 07                                      | CINDERELLA PROJECT | 「夢色ハーモニー」 | テレビアニメ『アイドルマスター シンデレラガールズ』エンディングテーマ     |
| 2015年12月23日       | プリパラ ドリームソング♪コレクション -AUTUMN-                                                        | コズミックオムライスダ・ヴィンチ | 「オムオムライス」 | テレビアニメ『プリパラ』挿入歌                                            |
| 2016年1月13日        | レザレクション/止まらない未来                                                                        | I-1club | 「止まらない未来」 | 劇場アニメ『Wake Up, Girls! Beyond the Bottom』挿入歌                     |
| 2016年2月24日        | 哀しみが時代を駆ける                                                                                 | Zähre | 「哀しみが時代を駆ける」 | テレビアニメ『シュヴァルツェスマーケン』エンディングテーマ                |
| 2016年2月24日        | 哀しみが時代を駆ける                                                                                 | アイリスディーナ・ベルンハルト（山本希望） | 「翼よ、暁を渡る誓いの中で。」 | ゲーム『シュヴァルツェスマーケン 紅血の紋章』主題歌                       |
| 2016年2月25日        | アイドルマスター シンデレラガールズ BD・DVD 第9巻完全生産限定版特典CD「346Pro IDOL selection vol.5」 | 城ヶ崎莉嘉（山本希望） | 「Twilight Sky 〜For Rika Rearrange MIX〜」 | テレビアニメ『アイドルマスター シンデレラガールズ』関連曲                 |
| 2016年3月30日        | THE IDOLM@STER CINDERELLA GIRLS ANIMATION PROJECT ORIGINAL SOUNDTRACK                                | 凸レーション | 「Orange Sapphire（TV Size）」 | テレビアニメ『アイドルマスター シンデレラガールズ』挿入歌                 |
| 2016年3月30日        | THE IDOLM@STER CINDERELLA GIRLS ANIMATION PROJECT ORIGINAL SOUNDTRACK                                | 双葉杏（五十嵐裕美）、三村かな子（大坪由佳）、城ヶ崎莉嘉（山本希望）、神崎蘭子（内田真礼）、前川みく（高森奈津美）、諸星きらり（松嵜麗）、多田李衣菜（青木瑠璃子）、赤城みりあ（黒沢ともよ）、新田美波（洲崎綾）、緒方智絵里（大空直美）、安部菜々（三宅麻理恵）、木村夏樹（安野希世乃）、白坂小梅（桜咲千依） | 「GOIN'!!!」 | テレビアニメ『アイドルマスター シンデレラガールズ』挿入歌                 |
| 2016年4月29日        | シュヴァルツェスマーケンBD・DVD第2巻特典CD                                                           | アイリスディーナ・ベルンハルト（山本希望） | 「哀しみが時代を駆ける Irisdina ver.」 | テレビアニメ『シュヴァルツェスマーケン』エンディングテーマ                |
| 2016年6月22日        | THE IDOLM@STER CINDERELLA GIRLS STARLIGHT MASTER 03 ハイファイ☆デイズ                                | 城ヶ崎莉嘉（山本希望） | SUPERLOVE☆ | ゲーム『アイドルマスター シンデレラガールズ スターライトステージ』関連曲  |
| 2016年6月22日        | プリパラ☆ミュージックコレクション season.2                                                           | コズミックオムライスダ・ヴィンチ | 「オムオムライス」 | テレビアニメ『プリパラ』挿入歌                                            |
| 2016年8月10日        | Link with U                                                                                          | L.I.N.K.s | 「Link with U」 | テレビアニメ『アンジュ・ヴィエルジュ』エンディングテーマ                  |
| 2016年8月10日        | Link with U                                                                                          | L.I.N.K.s | 「Every-buddy goes!」 | テレビアニメ『アンジュ・ヴィエルジュ』関連曲                              |
| 2016年12月25日       | PriPara Music Collection vol.2                                                                       | コスモ（山本希望） | 「クール・スター」 | ゲーム『プリパラ』関連曲                                                  |
| 2017年1月25日        | 歌え！愛の公約                                                                                       | SMILE♥X | 「歌え！愛の公約」 | テレビアニメ『アイドル事変』オープニングテーマ                            |
| 2017年1月25日        | 歌え！愛の公約                                                                                       | SMILE♥X | 「ザッツマイポリ」 | ゲーム『アイドル事変』関連曲                                              |
| 2017年2月1日         | THE IDOLM@STER CINDERELLA GIRLS STARLIGHT MASTER 08 BEYOND THE STARLIGHT                             | 城ヶ崎莉嘉（山本希望）、緒方智絵里（大空直美）、北条加蓮（渕上舞）、川島瑞樹（東山奈央）、大槻唯（山下七海） | 「BEYOND THE STARLIGHT（M@STER VERSION）」 | ゲーム『アイドルマスター シンデレラガールズ スターライトステージ』関連曲  |
| 2017年2月8日         | THE IDOLM@STER CINDERELLA MASTER EVERMORE                                                            | 島村卯月（大橋彩香）、渋谷凛（福原綾香）、本田未央（原紗友里）、赤城みりあ（黒沢ともよ）、安部菜々（三宅麻理恵）、神崎蘭子（内田真礼）、小日向美穂（津田美波）、城ヶ崎美嘉（佳村はるか）、城ヶ崎莉嘉（山本希望）、高垣楓（早見沙織）、多田李衣菜（青木瑠璃子）、新田美波（洲崎綾）、双葉杏（五十嵐裕美）、前川みく（高森奈津美）、諸星きらり（松嵜麗） | 「ススメ☆オトメ 〜jewel parade〜」 | ゲーム『アイドルマスター シンデレラガールズ』関連曲                       |
| 2017年2月8日         | THE IDOLM@STER CINDERELLA MASTER EVERMORE                                                            | 大橋彩香、福原綾香、原紗友里、藍原ことみ、青木志貴、青木瑠璃子、飯田友子、五十嵐裕美、今井麻夏、上坂すみれ、内田真礼、桜咲千依、大空直美、大坪由佳、金子真由美、金子有希、木村珠莉、黒沢ともよ、佐藤亜美菜、下地紫野、洲崎綾、鈴木絵理、髙野麻美、高森奈津美、立花理香、種﨑敦美、千菅春香、東山奈央、長島光那、原優子、早見沙織、春瀬なつみ、渕上舞、牧野由依、松井恵理子、松嵜麗、三宅麻理恵、村中知、杜野まこ、安野希世乃、山下七海、山本希望、佳村はるか、ルゥティン、和氣あず未 | 「EVERMORE（4thLIVE MIX）」 | ゲーム『アイドルマスター シンデレラガールズ』関連曲                       |
| 2017年2月24日        | プリパラソング♪コレクション 2ndステージ                                                              | UCCHARI BIG-BANGS | 「愛ドルを取り戻せ！」 | テレビアニメ『プリパラ』挿入歌                                            |
| 2017年3月22日        | アイドル事変 第1巻 特典CD                                                                            | SMILE♥X | 「ときめき Full Throttle」 | テレビアニメ『アイドル事変』関連曲                                        |
| 2017年3月22日        | THE IDOLM@STER CINDERELLA MASTER Treasure☆                                                           | 緒方智絵里（大空直美）、城ヶ崎莉嘉（山本希望）、多田李衣菜（青木瑠璃子） | 「エンジェル ドリーム 〜CINDERELLA GIRLS COLLABORATION MIX〜」 | ゲーム『アイドルマスター シンデレラガールズ スターライトステージ』関連曲  |
| 2017年5月26日        | 蒼の彼方のフォーリズム VOCAL ALBUM2                                                                  | 有坂真白（山本希望） | 「夏と子猫とワンピース」 | ゲーム『蒼の彼方のフォーリズム』関連曲                                    |
| 2017年6月24日        | THE IDOLM@STER CINDERELLA GIRLS 5thLIVE TOUR Serendipity Parade!!! 静岡・幕張・福岡 会場オリジナルCD | 城ヶ崎莉嘉（山本希望） | 「BEYOND THE STARLIGHT（M@STER VERSION）」 | ゲーム『アイドルマスター シンデレラガールズ スターライトステージ』関連曲  |
| 2017年6月28日        | アイドル事変 第4巻 特典CD                                                                            | 闇†林檎様（山本希望） | 「†暗黒舞踏会†」 | テレビアニメ『アイドル事変』関連曲                                        |
| 2017年9月20日        | プリパラ☆ミュージックコレクション season.3                                                           | SoLaMi♡SMILE、Dressing Pafé、NonSugar、Tricolore、Gaarmageddon、UCCHARI BIG-BANGS | 「組曲フォーエバー☆フレンズ〜インターリュード〜「メモリーズ・メドレー」」 「組曲フォーエバー☆フレンズ〜第三楽章〜「My Friend, Dear Friend」 〜第四楽章〜「ウィー・アー・ザ・フレンズ！」」 | テレビアニメ『プリパラ』挿入歌                                            |
| 2017年12月8日        | プリパラ ULTRA MEGA MIX COLLECTION Vol.2                                                             | 北条コスモ（山本希望） | 「君100％人生（NJ zEn HYPER EURO RAVE Remix）」 | テレビアニメ『プリパラ』関連曲                                            |
| 2018年1月5日         | 「超速電波ヴァルキリータ→ン」主題歌CD                                                                | 小松川明日風（山本希望）、船堀迎（佳村はるか） | 「Resonance 〜共鳴する想い〜」 | Webラジオ『超速電波ヴァルキリータ→ン』オープニングテーマ                  |
| 2018年1月5日         | 「超速電波ヴァルキリータ→ン」主題歌CD                                                                | 小松川明日風（山本希望）、船堀迎（佳村はるか） | 「L・・・」 | Webラジオ『超速電波ヴァルキリータ→ン』エンディングテーマ ※作詞も担当      |
| 2018年1月10日        | THE IDOLM@STER CINDERELLA GIRLS LITTLE STARS! Snow*Love                                              | 城ヶ崎美嘉（佳村はるか）、城ヶ崎莉嘉（山本希望） | 「ススメ☆オトメ 〜jewel parade〜 -しんげきRemix-」 | テレビアニメ『アイドルマスター シンデレラガールズ劇場』関連曲             |
| 2018年1月24日        | スクールガールストライカーズ 〜トゥインクルメロディーズ〜 Melody Collection                          | ココナッツ・ベガ | 「サテライト・ラブ」 | ゲーム『スクールガールストライカーズ 〜トゥインクルメロディーズ〜』関連曲 |
| 2018年1月26日        | プリパラ ULTRA MEGA MIX COLLECTION Vol.3                                                             | UCCHARI BIG-BANGS | 「愛ドルを取り戻せ！（Francisco Gaitán Hyper Techno Remix）」 | テレビアニメ『プリパラ』関連曲                                            |
| 2018年1月31日        | 君とプログレス/Jewelry Wonderland                                                                    | I-1club | 「君とプログレス」 「Jewelry Wonderland」 | テレビアニメ『Wake Up, Girls! 新章』挿入歌                                |
| 2018年2月14日        | ウマ娘 プリティーダービー STARTING GATE 08                                                           | ゴールドシチー（香坂さき）、セイウンスカイ（鬼頭明里）、ユキノビジン（山本希望） | 「うまぴょい伝説」 「A・NO・NE」 | ゲーム『ウマ娘 プリティーダービー』関連曲                                 |
| 2018年2月14日        | ウマ娘 プリティーダービー STARTING GATE 08                                                           | ユキノビジン（山本希望） | 「シティプリンセス！」 | ゲーム『ウマ娘 プリティーダービー』関連曲                                 |
| 2018年3月7日         | 永遠にシンデレラメイト                                                                               | ツブ★ドル | 「永遠にシンデレラメイト」 | OVA『ツブ★ドル』関連曲                                                    |
| 2018年3月23日        | 妹さえいればいい。 Blu-ray BOX 下巻特典CD                                                            | 羽島千尋（山本希望） | 「心、距離、隙間」 | テレビアニメ『妹さえいればいい。』関連曲                                  |
| 2018年8月17日        | スクールガールストライカーズ 〜トゥインクルメロディーズ〜 Melody Collection Vol.2                    | ココナッツ・ベガ | 「Mystic Girl」 | ゲーム『スクールガールストライカーズ 〜トゥインクルメロディーズ〜』関連曲 |
| 2018年8月17日        | スクールガールストライカーズ 〜トゥインクルメロディーズ〜 Melody Collection Vol.2                    | 沙島悠水（花澤香菜）、東雲リョウコ（山本希望） | 「舞いコレ」 | ゲーム『スクールガールストライカーズ 〜トゥインクルメロディーズ〜』関連曲 |
| 2018年8月22日        | THE IDOLM@STER CINDERELLA GIRLS STARLIGHT MASTER 20 リトルリドル                                     | 双葉杏（五十嵐裕美）、城ヶ崎莉嘉（山本希望）、二宮飛鳥（青木志貴）、白坂小梅（桜咲千依）、早坂美玲（朝井彩加） | 「リトルリドル（M@STER VERSION）」 | ゲーム『アイドルマスター シンデレラガールズ スターライトステージ』関連曲  |
| 2018年9月12日        | THE IDOLM@STER CINDERELLA GIRLS LITTLE STARS! なつっこ音頭                                           | 赤城みりあ（黒沢ともよ）、城ヶ崎莉嘉（山本希望）、橘ありす（佐藤亜美菜）、結城晴（小市眞琴）、龍崎薫（春瀬なつみ） | 「なつっこ音頭」 | テレビアニメ『アイドルマスター シンデレラガールズ劇場』エンディングテーマ |
| 2018年9月12日        | THE IDOLM@STER CINDERELLA GIRLS LITTLE STARS! なつっこ音頭                                           | 城ヶ崎莉嘉（山本希望） | 「なつっこ音頭」 | テレビアニメ『アイドルマスター シンデレラガールズ劇場』関連曲             |
| 2018年11月21日       | THE IDOLM@STER CINDERELLA GIRLS STARLIGHT MASTER 23 Twin☆くるっ★テール                               | 城ヶ崎美嘉（佳村はるか）、城ヶ崎莉嘉（山本希望） | 「Twin☆くるっ★テール（M@STER VERSION）」 | ゲーム『アイドルマスター シンデレラガールズ スターライトステージ』関連曲  |
| 2019年6月12日        | りんご色メモリーズ                                                                                   | 立花千鶴（山本希望） | 「りんご色メモリーズ」 | テレビアニメ『なんでここに先生が!?』エンディングテーマ                    |
| 2019年8月1日         | オメガラビリンス ライフ 乳 (New) Character Songs                                                     | 水瀬樹里（山本希望） | 「チャンスをアンコール♡」 | ゲーム『オメガラビリンス ライフ』関連曲                                   |
| 2019年9月18日        | THE IDOLM@STER CINDERELLA GIRLS STARLIGHT MASTER 32 アンデッド・ダンスロック                         | 城ヶ崎美嘉（佳村はるか）、城ヶ崎莉嘉（山本希望） | 「夏色」 | ゲーム『アイドルマスター シンデレラガールズ スターライトステージ』関連曲  |
| 2019年11月6日        | THE IDOLM@STER CINDERELLA GIRLS STARLIGHT MASTER COLLABORATION! 無重力シャトル                       | 安部菜々（三宅麻理恵）、城ヶ崎莉嘉（山本希望）、新田美波（洲崎綾）、相葉夕美（木村珠莉）、多田李衣菜（青木瑠璃子） | 「無重力シャトル（M@STER VERSION）」 | ゲーム『アイドルマスター シンデレラガールズ スターライトステージ』関連曲  |
| 2019年11月6日        | THE IDOLM@STER CINDERELLA GIRLS STARLIGHT MASTER COLLABORATION! 無重力シャトル                       | 城ヶ崎莉嘉（山本希望） | 「無重力シャトル（M@STER VERSION）」 | ゲーム『アイドルマスター シンデレラガールズ スターライトステージ』関連曲  |
| 2019年11月6日        | せいぜいがんばれ！魔法少女くるみ Blu-ray 2 「魔法少女くるみ」超音楽集                                | プリマピンク（久保ユリカ）、プリマシアン（金元寿子）、プリマオレンジ（相沢舞）、プリマスプリンググリーン（山本希望）、プリマエンジ（Lynn） | 「プリマエンジェル 友情のテーマ」 | Webアニメ『せいぜいがんばれ!魔法少女くるみ』挿入歌                        |
| 2019年11月8日        | THE IDOLM@STER CINDERELLA GIRLS 7thLIVE TOUR Special 3chord♪ Funky Dancing! 会場オリジナルCD         | 城ヶ崎莉嘉（山本希望） | 「リトルリドル（M@STER VERSION）」 | ゲーム『アイドルマスター シンデレラガールズ スターライトステージ』関連曲  |
| 2020年9月2日         | ヒプノシスマイク-Division Rap Battle- Official Guide Book 初回限定版特典CD                           | 中王区 言の葉党 | 「Femme Fatale」 | キャラクターCD『ヒプノシスマイク』関連曲                                  |
| 2021年3月3日         | ゲキドル SONG COLLECTION                                                                             | 守野せりあ（赤尾ひかる）、各務あいり（持田千妃来）、中村繭璃（佐藤亜美菜）、浅葱晃（山本希望）、藤田愛美（髙野麻美）、山本和春（秋吉あや） | 「ゲキドル！」 「時の翼 Chrono Geizer」 | テレビアニメ『ゲキドル』オープニングテーマ                                |
| 2021年3月3日         | ゲキドル SONG COLLECTION                                                                             | 守野せりあ（赤尾ひかる）、各務あいり（持田千妃来）、中村繭璃（佐藤亜美菜）、浅葱晃（山本希望）、藤田愛美（髙野麻美）、山本和春（秋吉あや） | 「アクトレスガール」 「アリスインデッドリースクール」 | テレビアニメ『ゲキドル』挿入歌                                            |
| 2021年3月3日         | ゲキドル SONG COLLECTION                                                                             | 各務あいり（持田千妃来）、浅葱晃（山本希望）、藤田愛美（髙野麻美） | 「まなつの銀河に雪のふるほし」 | テレビアニメ『ゲキドル』挿入歌                                            |
| 2021年3月3日         | ゲキドル SONG COLLECTION                                                                             | 守野せりあ（赤尾ひかる）、各務あいり（持田千妃来）、中村繭璃（佐藤亜美菜）、浅葱晃（山本希望）、藤田愛美（髙野麻美）、山本和春（秋吉あや）、雛咲いずみ（諏訪彩花） | 「流れ星」 | テレビアニメ『ゲキドル』挿入歌                                            |
| 2021年7月28日        | THE IDOLM@STER CINDERELLA GIRLS STARLIGHT MASTER GOLD RUSH! 09 Just Us Justice                       | 城ヶ崎莉嘉（山本希望） | 「survival dAnce 〜no no cry more〜」 | ゲーム『アイドルマスター シンデレラガールズ スターライトステージ』関連曲  |
| 2021年11月17日       | THE IDOLM@STER CINDERELLA GIRLS STARLIGHT MASTER GOLD RUSH! 12 パ・リ・ラ                            | ナターリア（生田輝）、喜多見柚（武田羅梨沙多胡）、城ヶ崎莉嘉（山本希望）、浜口あやめ（田澤茉純）、及川雫（のぐちゆり） | 「パ・リ・ラ（M@STER VERSION）」 | ゲーム『アイドルマスター シンデレラガールズ スターライトステージ』関連曲  |
| 2021年11月17日       | THE IDOLM@STER CINDERELLA GIRLS STARLIGHT MASTER GOLD RUSH! 12 パ・リ・ラ                            | 城ヶ崎莉嘉（山本希望） | 「パ・リ・ラ（M@STER VERSION）」 | ゲーム『アイドルマスター シンデレラガールズ スターライトステージ』関連曲  |
| 2023年3月29日        | アニメ『うまゆる』アルバム                                                                           | グラスワンダー（前田玲奈）、テイエムオペラオー（徳井青空）、ユキノビジン（山本希望）、ウイニングチケット（渡部優衣）、ナリタタイシン（渡部恵子） | 「うまゆるラップでプチョヘンザ」 | Webアニメ『うまゆる』劇中歌                                               |
| 2023年3月29日        | アニメ『うまゆる』アルバム                                                                           | グラスワンダー（前田玲奈）、テイエムオペラオー（徳井青空）、ユキノビジン（山本希望）、ウイニングチケット（渡部優衣）、ナリタタイシン（渡部恵子） | 「#ウマRAP」 | Webアニメ『うまゆる』エンディングテーマ                                   |
| 2023年3月29日        | アニメ『うまゆる』アルバム                                                                           | スペシャルウィーク（和氣あず未）、サイレンススズカ（高野麻里佳）、トウカイテイオー（Machico）、マルゼンスキー（Lynn）、オグリキャップ（高柳知葉）、ゴールドシップ（上田瞳）、ウオッカ（大橋彩香）、ダイワスカーレット（木村千咲）、グラスワンダー（前田玲奈）、メジロマックイーン（大西沙織）、エルコンドルパサー（髙橋ミナミ）、テイエムオペラオー（徳井青空）、シンボリルドルフ（田所あずさ）、エアグルーヴ（青木瑠璃子）、アグネスデジタル（鈴木みのり）、セイウンスカイ（鬼頭明里）、ファインモーション（橋本ちなみ）、マヤノトップガン（星谷美緒）、ユキノビジン（山本希望）、アグネスタキオン（上坂すみれ）、イナリワン（井上遥乃）、ウイニングチケット（渡部優衣）、エアシャカール（津田美波）、トーセンジョーダン（鈴木絵理）、ナカヤマフェスタ（下地紫野）、ナリタタイシン（渡部恵子）、ハルウララ（首藤志奈）、マチカネフクキタル（新田ひより）、メイショウドトウ（和多田美咲）、キングヘイロー（佐伯伊織）、マチカネタンホイザ（遠野ひかる）、ダイタクヘリオス（山根綺）、ツインターボ（花井美春）、シリウスシンボリ（ファイルーズあい）、ツルマルツヨシ（青山吉能）、シンボリクリスエス（春川芽生）、タニノギムレット（松岡美里）、ハッピーミーク（吉咲みゆ） | 「うまぴょい伝説（Game Size）」 | Webアニメ『うまゆる』エンディングテーマ                                   |
| 2023年9月16日        | ウマ娘 プリティーダービー Solo Vocal Tracks Vol.7 5th EVENT ARENA TOUR GO BEYOND -GAZE-              | ユキノビジン（山本希望） | 「Gaze on Me!（Game Size）」 「Ms. VICTORIA（Game Size）」 「DRAMATIC JOURNEY（Game Size）」                                                                                               | ゲーム『ウマ娘 プリティーダービー』関連曲                                 |
| 2024年5月24日        | 劇場版『ウマ娘 プリティーダービー 新時代の扉』オリジナル・サウンドトラック                           | ジャングルポケット（藤本侑里）、アグネスタキオン（上坂すみれ）、マンハッタンカフェ（小倉唯）、ダンツフレーム（福嶋晴菜）、フジキセキ（松井恵理子）、テイエムオペラオー（徳井青空）、ナリタトップロード（中村カンナ）、メイショウドトウ（和多田美咲）、アドマイヤベガ（咲々木瞳）、オグリキャップ（高柳知葉）、ダイワスカーレット（木村千咲）、アグネスデジタル（鈴木みのり）、ユキノビジン（山本希望）、ライスシャワー（石見舞菜香）、エアシャカール（津田美波）、カレンチャン（篠原侑）、ゴールドシチー（香坂さき）、トーセンジョーダン（鈴木絵理）、ハルウララ（首藤志奈）、キングヘイロー（佐伯伊織）、ヒシミラクル（春日さくら） | 「うまぴょい伝説」 | 劇場アニメ『ウマ娘 プリティーダービー 新時代の扉』エンディングテーマ      |
| 2024年11月13日       | プリパラ ソング♪コレクション Melody Moments!                                                         | コスモ（山本希望） | 「Burn! Cosmic Liberty」 | アニメ・ゲーム『プリパラ』関連曲                                          |
| 2025年5月21日        | THE IDOLM@STER CINDERELLA GIRLS STARLIGHT MASTER CRYSTAL QUALIA 05 スマイルファンタジー              | 道明寺歌鈴（新田ひより）、鷹富士茄子（森下来奈）、城ヶ崎莉嘉（山本希望）、川島瑞樹（東山奈央）、アナスタシア（上坂すみれ） | 「スマイルファンタジー（M@STER VERSION）」 | ゲーム『アイドルマスター シンデレラガールズ スターライトステージ』関連曲  |
| 2025年5月21日        | THE IDOLM@STER CINDERELLA GIRLS STARLIGHT MASTER CRYSTAL QUALIA 05 スマイルファンタジー              | 城ヶ崎莉嘉（山本希望） | 「スマイルファンタジー（M@STER VERSION）」 | ゲーム『アイドルマスター シンデレラガールズ スターライトステージ』関連曲  |

### その他参加楽曲
| 発売日         | 商品名                  | 歌                    | 楽曲                        | 備考                                                   |
| -------------- | ----------------------- | --------------------- | --------------------------- | ------------------------------------------------------ |
| 2012年6月2日   | 元気曜日                | ゆのみ with 東アニ萌7 | 「元気曜日」                | ラジオ『はみらじ!!』テーマソング                       |
| 2013年9月25日  | ふわり☆ぶらんにゅーでい | ゆのみ                | 「ふわり☆ぶらんにゅーでい」 | ラジオ『はみらじ!!』テーマソング                       |
| 2014年10月29日 | Melty Heart Magic       | ゆのみ                | 「Melty Heart Magic」       | ラジオ『はみらじ!!』テーマソング                       |
| 2016年12月7日  | In the Shadow           | 松井恵理子、山本希望  | 「In the Shadow」           | ラジオ『もたせろ！ワンクールモーターダッシュ!!』関連曲 |
| 2017年3月8日   | キミガール              | ゆのみ                | 「キミガール」              | ラジオ『ゆのみのYou kNow Me!!!』オープニングテーマ     |
| 2017年3月8日   | キミガール              | ゆのみ                | 「You kNow Me!!!」          | ラジオ『ゆのみのYou kNow Me!!!』関連曲                 |
| 2017年3月8日   | キミガール              | ゆのみ                | 「雨音につつまれて」        | ラジオ『ゆのみのYou kNow Me!!!』エンディングテーマ     |

### 楽曲提供
- 松井恵理子、山本希望「In the Shadow」（作詞） - 「MCのじょ a.k.a.HOPE」名義
- ゆのみ[メンバー 26]「You kNow Me!!!」（作詞） - 「MCのじょ a.k.a.HOPE」名義
- 小松川明日風（山本希望）、船堀迎（佳村はるか）「L・・・」（作詞）

### シリーズ一覧
1. ↑  第1期（2011年）、第2期『NEXT』（2013年）
2. ↑  第1期（2013年）、第2期（2014年）
3. ↑  第1期（2014年）、第2期『新章』（2017年 - 2018年）
4. ↑  1stシーズン（2015年）、2ndシーズン（2015年）
5. ↑  第1期（2017年）、第2期（2017年）、第3期（2018年）、第4期『CLIMAX SEASON』（2019年）
6. ↑  第1期（2018年）、第2期『SEASON2』（2021年）、第3期『SEASON3』（2024年）
7. ↑  第1シリーズ（2019年 - 2020年）、第2シリーズ（2021年）、第3シリーズ（2022年 - 2023年）
8. ↑  第1期（2020年）、第2期『+』（2023年）
9. ↑  シーズン1（2021年）、シーズン2（2023年）
10. ↑  『シンデレラガールズ』（2012年 - 2022年）、『グラビアフォーユー！ VOL.1 - 9』（2015年 - 2016年）、『スターライトステージ』（2015年 - 2024年）、『ビューイングレボリューション』（2016年）
11. ↑  『アズールレーン』（2017年 - 2022年）、『クロスウェーブ』（2019年）[112]
12. ↑  第1作（2018年）、『2』（2021年）[122]

### ユニットメンバー
1. 1 2  寺本來可、内村史子、内田真礼、山本希望
2. 1 2  三日月夜空（井上麻里奈）、柏崎星奈（伊藤かな恵）、楠幸村（山本希望）、志熊理科（福圓美里）、羽瀬川小鳩（花澤香菜）、高山マリア（井口裕香）
3. ↑  防波亭手寅（山本希望）、空琉美遊亭丸京（南條愛乃）、蕪羅亭魔梨威（佐倉綾音）、波浪浮亭木胡桃（小岩井ことり）、暗落亭苦来（後藤沙緒里）
4. ↑  島村卯月（大橋彩香）、小日向美穂（津田美波）、三村かな子（大坪由佳）、渋谷凛（福原綾香）、多田李衣菜（青木瑠璃子）、神崎蘭子（内田真礼）、本田未央（原紗友里）、城ヶ崎美嘉（佳村はるか）、城ヶ崎莉嘉（山本希望）
5. ↑  本田未央（原紗友里）、城ヶ崎美嘉（佳村はるか）、城ヶ崎莉嘉（山本希望）
6. 1 2  大坪由佳、加藤英美里、津田美波、福原香織、山本希望、明坂聡美、安野希世乃
7. ↑  蒼井ルリ（村川梨衣）、春音ウイ（山本希望）
8. 1 2  相坂優歌、石原舞、高橋李依、生田善子、山本希望
9. 1 2 3 4 5  島村卯月（大橋彩香）、渋谷凛（福原綾香）、本田未央（原紗友里）、双葉杏（五十嵐裕美）、三村かな子（大坪由佳）、城ヶ崎莉嘉（山本希望）、神崎蘭子（内田真礼）、前川みく（高森奈津美）、諸星きらり（松嵜麗）、多田李衣菜（青木瑠璃子）、赤城みりあ（黒沢ともよ）、新田美波（洲崎綾）、緒方智絵里（大空直美）、アナスタシア（上坂すみれ）
10. 1 2 3 4  城ヶ崎莉嘉（山本希望）、諸星きらり（松嵜麗）、赤城みりあ（黒沢ともよ）
11. ↑  相模あすか（竹達彩奈）、紫陽たまお（東山奈央）、北里まひろ（内田真礼）、弥栄はな（洲崎綾）、上溝このみ（石上静香）、寸沢嵐ちさと（三上枝織）、新磯じゅんこ（山本希望）、小田相かりん（大空直美）、光ヶ丘ゆい（佐倉綾音）、鵜野森かえで（大坪由佳）、桜台ひなの（初原千絵）、作ノ口めぐみ（豊田萌絵）、田名みずき（優木かな）、藤野ちえ（杉田菜摘）、小倉ひかり（一ノ宮しずか）、小田相ゆず（阿東せれな）
12. ↑  山本希望、明坂聡美、安野希世乃
13. 1 2  真中らぁら（茜屋日海夏）、ドロシー・ウェスト（澁谷梓希）、白玉みかん（渡部優衣）、北条コスモ（山本希望）、黄木あじみ（上田麗奈）
14. 1 2  山本希望、加藤英美里、津田美波、福原香織、明坂聡美、安野希世乃、上田麗奈
15. ↑  田中美海、山本希望
16. 1 2  星菜夏月（八島さらら）、鬼丸靜（渕上舞）、近堂幸恵（上田麗奈）、不動瑞希（Lynn）、飯塚桜子（久保ユリカ）、桃井梅（仲谷明香）、天羽くるは（吉田有里）、小水流ミカ（赤﨑千夏）、闇†林檎様（山本希望）
17. 1 2 3  黄木あじみ（上田麗奈）、北条コスモ（山本希望）、ちゃん子（赤﨑千夏）
18. ↑  真中らぁら（茜屋日海夏）、南みれぃ（芹澤優）、北条そふぃ（久保田未夢）
19. ↑  東堂シオン（山北早紀）、ドロシー・ウェスト（澁谷梓希）、レオナ・ウェスト（若井友希）
20. ↑  真中のん（田中美海）、月川ちり（大森日雅）、太陽ペッパー（山下七海）
21. ↑  紫京院ひびき（斎賀みつき）、ファルル（赤﨑千夏）、緑風ふわり（佐藤あずさ）
22. ↑  黒須あろま（牧野由依）、白玉みかん（渡部優衣）、ガァルル（真田アサミ）
23. 1 2  雪代マリ（田野アサミ）、居吹イミナ（小林ゆう）、不知火ハヅキ（冨岡美沙子）、東雲リョウコ（山本希望）、高嶺アコ（もものはるな）
24. ↑  相模あすか（竹達彩奈）、紫陽たまお（東山奈央）、北里まひろ（内田真礼）、弥栄はな（洲崎綾）、上溝このみ（石上静香）、寸沢嵐ちさと（三上枝織）、新磯じゅんこ（山本希望）、小田相かりん（大空直美）、光ヶ丘ゆい（佐倉綾音）、鵜野森かえで（大坪由佳）、桜台ひなの（咲々木瞳）、作ノ口めぐみ（豊田萌絵）、田名みずき（優木かな）、藤野ちえ（小林可奈）、小倉ひかり（立花芽恵夢）、小田相ゆず（長縄まりあ）
25. ↑  東方天乙統女（小林ゆう）、勘解由小路無花果（たかはし智秋）、碧棺合歓（山本希望）
26. 1 2 3 4  荒川美穂、大坪由佳、山本希望